# Valdemārs Baumanis
Valdemārs Baumanis (Liepāja, 19 aprile 1905 – Chicago, 24 aprile 1992) è stato un cestista, allenatore di pallacanestro, arbitro di pallacanestro e allenatore di calcio lettone.

## Carriera
Da giocatore militò nel JKS Rīga, con cui vinse due volte il campionato lettone. Vanta 6 presenze con la Lettonia.
Campione d'Europa agli Europei 1935 come allenatore della Lettonia, ha preso parte anche agli Europei 1939, conquistando la medaglia d'argento. Tre anni prima aveva guidato la squadra lettone alle Olimpiadi di Berlino, chiudendo al 15º posto. Dopo la seconda guerra mondiale ha allenato anche in Francia al CEP Lorient.
Sempre negli anni trenta ha arbitrato anche a livello internazionale: fu il primo lettone ad essere nominato arbitro FIBA, e diresse tra gli altri eventi anche agli Europei 1937.
All'inizio degli anni quaranta ha allenato la squadra di calcio dell'ASK Rīga, vincendo il titolo nel 1942 e nel 1943.